# Karol Kennedy
Karol Estelle Kennedy, verh. Kucher (* 14. Februar 1932 in Shelton, Washington; † 25. Juni 2004 in Seattle) war eine US-amerikanische Eiskunstläuferin, die im Paarlauf startete. 
Zusammen mit ihrem Bruder Peter wurde sie von 1948 bis 1952 fünfmal in Folge US-Meisterin im Paarlauf. Karol und Peter Kennedy, bekannt als „The Kennedy Kids“, nahmen von 1947 bis 1952 an Weltmeisterschaften teil. In den Jahren 1947, 1949, 1951 und 1952 wurden sie Vizeweltmeister und 1950 in London Weltmeister. Dies war der erste WM-Titel im Paarlauf für die USA. 
Die Kennedys bestritten zwei Olympische Spiele. 1948 in St. Moritz belegten sie trotz einer Rückenverletzung Karols den sechsten Platz und 1952 in Oslo gewannen sie die Silbermedaille hinter Ria und Paul Falk. 

## Ergebnisse

### Paarlauf
(mit Peter Kennedy)
| Wettbewerb / Jahr                | 1946 | 1947 | 1948 | 1949 | 1950 | 1951 | 1952 |
| -------------------------------- | ---- | ---- | ---- | ---- | ---- | ---- | ---- |
| Olympische Winterspiele          |      |      | 6.   |      |      |      | 2.   |
| Weltmeisterschaften              |      | 2.   | 4.   | 2.   | 1.   | 2.   | 2.   |
| US-amerikanische Meisterschaften | 2.   | 2.   | 1.   | 1.   | 1.   | 1.   | 1.   |